# Procne

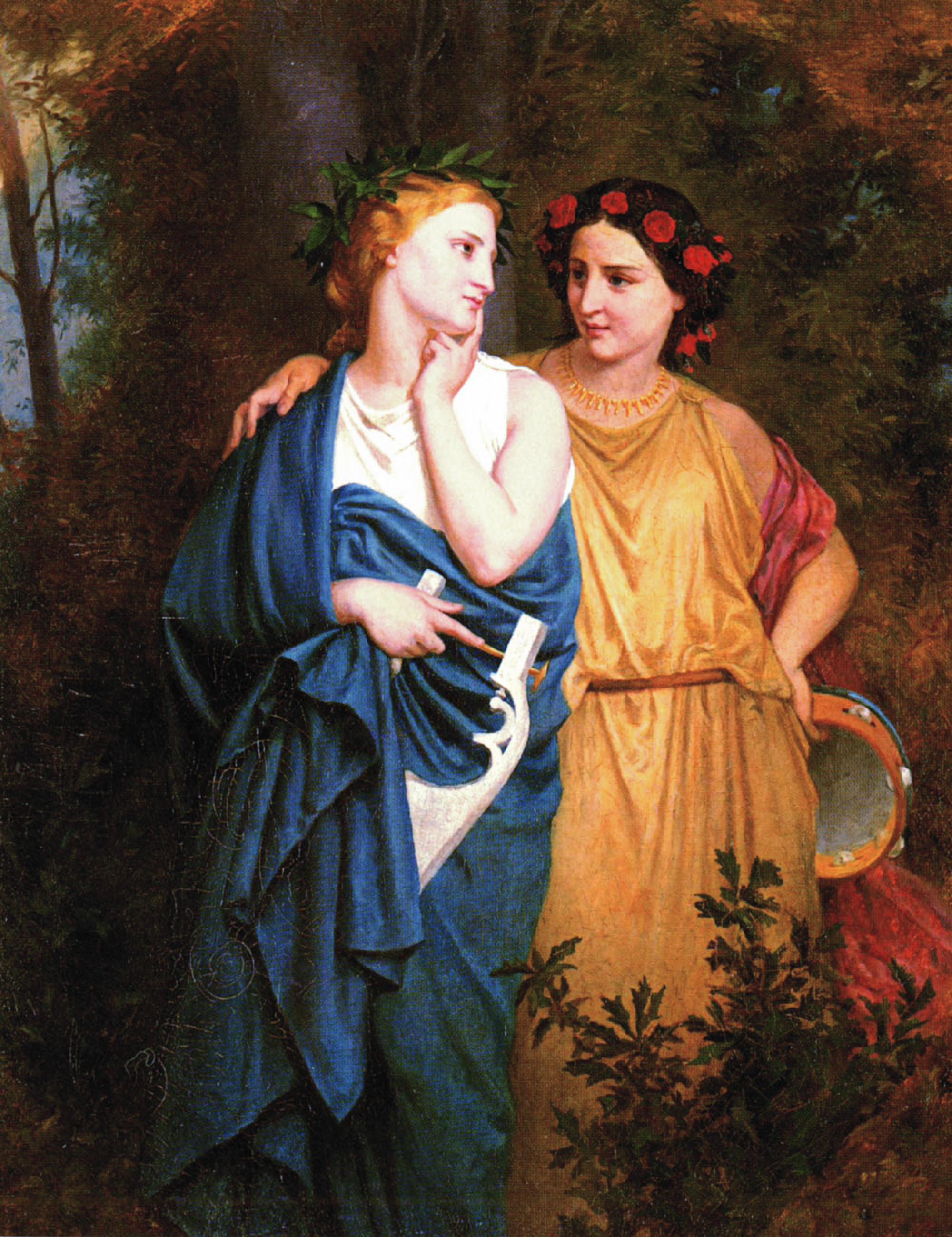
À esquerda, Procne, e à direita, Filomela

Procne foi irmã de Filomela, do qual o mito da criação da andorinha e do rouxinol é explicado pela aventura desses personagens da mitologia grega.
Procne, filha de Pandião, era casada com Tereu, filho de Marte. Tereu voltou a Atenas e disse a seu sogro que Procne tinha morrido, pedindo outra filha em casamento, e Pandião entregou-lhe Filomela, com guardas para tomar conta. Porém Tereu jogou os guardas no mar e abusou sexualmente de Filomela.
Ao retornar à Trácia, Tereu deu Filomela ao rei Linceu, mas Lathusa, esposa de Linceu e amiga de Procne, enviou a concubina para Procne.
Quando Procne reconheceu a irmã e soube dos atos ímpios de Tereu, elas planejaram a vingança contra o rei.
Neste ínterim, foi revelado por prodígios ao rei Tereu que a morte chegaria ao seu filho Itys através de um parente. Tereu matou seu irmão Dryas, acreditando que Itys seria morto por ele.
Procne, porém, matou Itys, serviu-o a Tereu, e fugiu com sua irmã.
Quando Tereu estava perseguindo as irmãs, os deuses, com pena delas, transformaram Procne em uma andorinha, Filomela em um rouxinol e Tereu em uma poupa (em versões gregas do mito, Procne em rouxinol e Filomela em andorinha).